# Maksay Albert
Maksay Albert (Sopron, 1897. június 7. – Kolozsvár, 1971. június 22.) erdélyi magyar költő, író, műfordító, teológiai szakíró, Maksay Mária apja.

## Élete és munkássága
Kolozsváron a Református Kollégiumban érettségizett 1915-ben, tanulmányait az egyetem orvosi karán kezdte, majd a Református Teológián szerzett oklevelet 1920-ban. Egy évig püspöki titkár volt; tanulmányait ezután az Amerikai Egyesült Államok több presbiteriánus teológiáján és a Chicagói Egyetem keleti nyelvészeti karán egészítette ki 1923 és 1925 között, közben a pennsylvaniai szénbányatelep magyar munkásai között volt lelkész.
Hazaérkezve a Református Teológián az újszövetségi exegézis tanára volt 1925 és 1959 között, a Kálvinista Világ (1927-28) és a Református Család (1929-44) szerkesztőjeként is dolgozott. Az Erdélyi Irodalmi Társaság, az Erdélyi Múzeum-Egyesület és az Erdélyi Helikon írói közösségének, valamint a romániai PEN Club magyar tagozatának tagja, a Károli Gáspár Irodalmi Társaság főtitkára, a második világháború után a Romániai Magyar Írók Szövetségének tagja.
Első írását az Erdélyi Szemle közölte (1920). A Tizenegyek antológiájában (1923) versekkel, az Erdélyi Helikon íróinak antológiájában Szemek egy gyöngysorból c. dániai útinaplójával (1934) szerepel. A Kecskeméthy István-emlékkönyv (1934) a Szentírás eredeti nyelvéről szóló tanulmányát közli, szövegírója a Kuthy Sándor szerkesztette Kolozsvár c. városkalauznak (Kolozsvár, 1935), az Erdélyi csillagok (Kolozsvár, 1936) c. gyűjteményben Kőrösi Csoma Sándorról szóló esszéjével szerepel. Egy írói rajza Kolozsvárról a Séta bölcsőhelyem körül (Budapest, 1940) c. kötetben jelent meg, rövidprózai írással vesz részt a Huszonhat elbeszélő válogatott novellája (1948) c. kötetben. Műfordítóként túlnyomórészt angol és amerikai költőket tolmácsolt, elsőnek mutatta be Erdélyben a néger lírát.
Mint egyházi író Imre Lajossal együtt valláskönyvet állított össze az elemi iskolák I. és II. osztályos református növendékei számára (Kolozsvár, 1929), Az exegezis problémái (Kolozsvár, 1931) c. szaktanulmánya a ref. teológiai tudományok dolgozat-sorozatában jelent meg. A Református Szemlében sorozatosan közölte A zsidókhoz írt levél magyarázatát (1953-56), itt ismertette a qumráni leleteket (1957) s adta közre A Kánon kialakulása (1965) és A Hegyi beszéd törvényértelmezése (1966) c. tanulmányait.
Az Erdélyi Szemle, a Pásztortűz, az Erdélyi Helikon, Az Út, a Kiáltó Szó, a Református Szemle és az Utunk munkatársa, vallásos cikkei jelentek meg az Amerikai Magyar Reformátusok Lapja és több amerikai egyházi folyóirat hasábjain.

## Művei
- A csend dalai (versek, Torda, 1927)
- Imre Lajos–Maksay Albert: Valláskönyv az elemi népiskolák I. és II. osztályos református növendékei számára; Erdélyi Református Egyházkerület Iratterjesztése, Kolozsvár, 1929 (Az Erdélyi Református Egyház valláskönyvei)
- Az exegézis problémái; Minerva Ny., Cluj-Kolozsvár, 1931 (Dolgozatok a református theologiai tudomány köréből)
- Imre Lajos–Maksay Albert–Nagy Géza: Valláskönyv az elemi népiskolák III. és IV. osztályos református növendékei számára; Erdélyi Református Egyházkerület Iratterjesztése, Kolozsvár, 1933 (Az Erdélyi Református Egyház valláskönyvei)
- Idegen partok (úti képek, Kolozsvár, 1935)
- Kőrösi Csoma Sándor tibettudományi munkássága nyelvészeti és vallástudományi szempontból (különlenyomat az Erdélyi Múzeum-Egyesület 13. vándorgyűlésének emlékkönyvéből, Kolozsvár, 1935)
- Jézust követő asszonyok. Nőszövetségi kézikönyv. A transzilvániai nőszövetség egyházkerületi elnöksége, a kerületi nőszövetség megalakulásának 10. évfordulója alkalmából; sajtó alá rend. Maksay Albert; Tip. Grafica, Cluj, 1938
- A régi fal szomszédságában; szerk. Maksay Ágnes; Protestáns Teológiai Intézet, Kolozsvár, 1998